# Спурій Лукрецій (претор 172 року до н. е.)
Спурій Лукрецій (лат. Spurius Lucretius; III—II століття до н. е.) — римський політичний діяч з плебейський роду Лукреціїв, син претора 205 року до н. е. того ж імені. У 172 році до н. е. отримав посаду претора і провінцію Далека Іспанія в управління, причому сенат відмовив йому в підкріпленні. У 169 році до н. е. Спурій брав участь у Третій Македонській війні як легат під проводом Квінта Марція Філіпа.
У 163 році до н. е. Спурій у складі посольства вирушив на Схід. Він і його супутники Луцій Аврелій Орест і Гней Октавій вивчили стан справ в Македонії, врегулювали чвару між каппадокійським царем і галатами, а потім вирушили до Сирії; там вони повинні були для виконання Апамейського миру 188 року до н. е. спалити флот Селевкіда Антіоха Євпатора, покалічити його слонів і в іншому максимально послабити армію басилевса. Діяльність послів викликала обурення місцевого населення, так що Гней Октавій навіть був убитий одним з місцевих жителів. Про подальшу долю Спурія Лукреція джерела не повідомляють.